# Brott mot freden
Brott mot freden var en av de typer av brott som infördes i stadgan för Nürnbergprocessen 1945-1946. I sak innebär brott mot freden att en eller flera parter inleder krigshandlingar som står i strid med internationella avtal.

## Bakgrund
Från andra världskrigets utbrott den 1 september 1939 till och med krigsslutet den 9 maj 1945 bröt Tyskland mot sammanlagt 36 internationella konventioner och överenskommelser gällande bevarandet av fred samt lösandet av tvister länder emellan. I och med bedrivande av anfallskrig, igångsättande av fientligheter mot en stat utan krigsförklaring eller liknande föregående varning, nonchalerade Tyskland Haagkonventionen av år 1907, vilken fastslog att anfallskrig var en förbrytelse. Tyskland bröt även mot Locarnofördraget från 1925 genom att bl.a. besätta Rhenlandet 1936. Vidare negligerades försäkran om att man skulle avstå från varje form av militär handling mot någon annan stat enligt Briand-Kelloggpakten från 1928.
Tysklands egentliga krigsföretag inleddes med anfallet mot Polen den 1 september 1939, vilket genomfördes trots att man visste att det skulle leda till en internationell storkonflikt. Den 9 april 1940 ockuperade Tyskland Danmark och Norge, och i maj samma år tågade man in i Belgien, Nederländerna och Luxemburg för att möjliggöra ett effektivt angrepp på Frankrike, som kapitulerade i juni. Jugoslavien och Grekland attackerades den 6 april 1941 och Sovjetunionen den 22 juni samma år. I slutet av 1941, den 11 december, förklarade Tyskland även krig mot USA.